# DHC Delft
DHC (Delfia Hollandia Combinatie) is een Nederlands amateurvoetbalclub uit Delft, opgericht op 19 maart 1910. DHC heeft van 1955 tot juni 1968 betaald voetbal gespeeld, onder de namen DHC – 11 seizoenen - en DHC'66 en Xerxes/DHC’66 – twee seizoenen. Dit eindigde in een faillissement.
De clubkleuren van DHC zijn zwart shirt met donkergroene verticale baan, witte broek en witte kousen. DHC speelt sinds 1960 aan de Delftse Brasserskade. Sinds 2022 speelt het standaardelftal op zaterdag.

## Geschiedenis

### De aanloop
Aan het begin van de 20ste eeuw richtte de Vereeniging Volksweerbaarheid verschillende onderverenigingen op voor sportbeoefening. Als oefenterrein kregen de onderverenigingen een veld aan de Delftse Buitenwatersloot toegewezen, een terrein van de rijksoverheid waar voorheen een kogelgieterij had gestaan. Op zaterdag 19 maart 1910 besloten de voetbalonderverenigingen D.F.C. Delfia en D.V.V. Hollandia tijdens een vergadering in het stationskoffiehuis aan de Delftse Houttuinen om te fuseren tot een nieuwe vereniging, die zou gaan luisteren naar de naam D.H.C.

### De eerste jaren

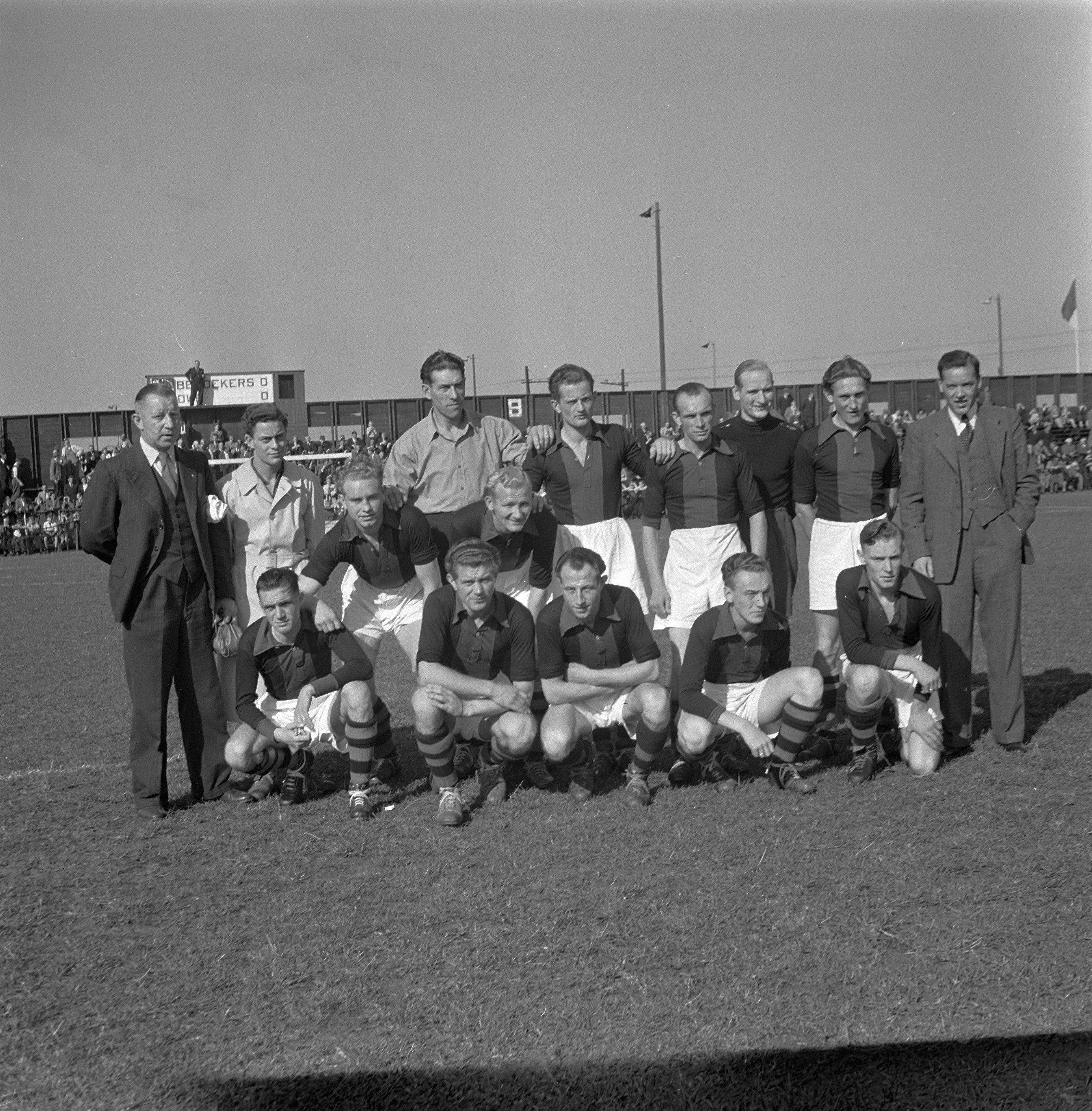
Elftal van DHC, okt. 1947

De fusieclub vervolgde zijn voetbalwedstrijden aan de Delftse Buitenwatersloot met vier elftallen. Ze deelden het terrein met de andere onderverenigingen D.V.C., D.O.V., Delfia, de korfbalclub "Delft" en vereniging „Wodan". Al in 1916 moest de club enkele honderden meters verhuizen naar de Laan van Vollering, toen nog onbebouwd terrein aan de zuidkant van Delft en de spoorlijn Den Haag – Rotterdam. Daar verrijst in 1928 een houten overdekte zittribune met een clubhuis en ook de andere delen van het veld krijgen later tribunes. De maximale capaciteit van het stadionnetje ligt zo rond de 15.000 toeschouwers. Deze zijn er ook regelmatig. DHC startte haar competitie in de eerste klasse HVB (Haagsche Voetbal Bond) en werd daarvan kampioen in 1915 en promoveerde zodoende naar de derde klasse NVB (Nederlandsche Voetbal Bond). Het seizoen erop promoveerde DHC direct door naar de tweede klasse waar het moeite had zich staande te houden. In 1922 werd voor het eerst een trainer aangesteld: de Engelsman Gus Smith. Uiteindelijk bouwde de club succesvol door en werden kampioenschappen (van de tweede klasse) behaald in 1923, 1925 (tevens in dat jaar winnaar van de lokale ‘Zilveren Bal’-competitie), 1927 en 1930. Ieder keer moesten tegen andere clubs promotie-/degradatiewedstrijden worden gespeeld om promotie naar de eerste klasse maar dit lukte pas bij het kampioenschap van 1932. Net als het Haagse ADO beleefde DHC juist in de eerste oorlogsjaren grote successen. In 1941 werd het bijna afdelingskampioen maar moest de eer aan ADO laten. Daarna ging het elke jaar iets minder en in 1949 degradeerde DHC naar de tweede klasse KNVB. In 1951, na promotiewedstrijden met EBOH uit Dordrecht, kwam DHC weer in de eerste klasse terecht maar in 1953 volgde weer degradatie.

### Betaald voetbal

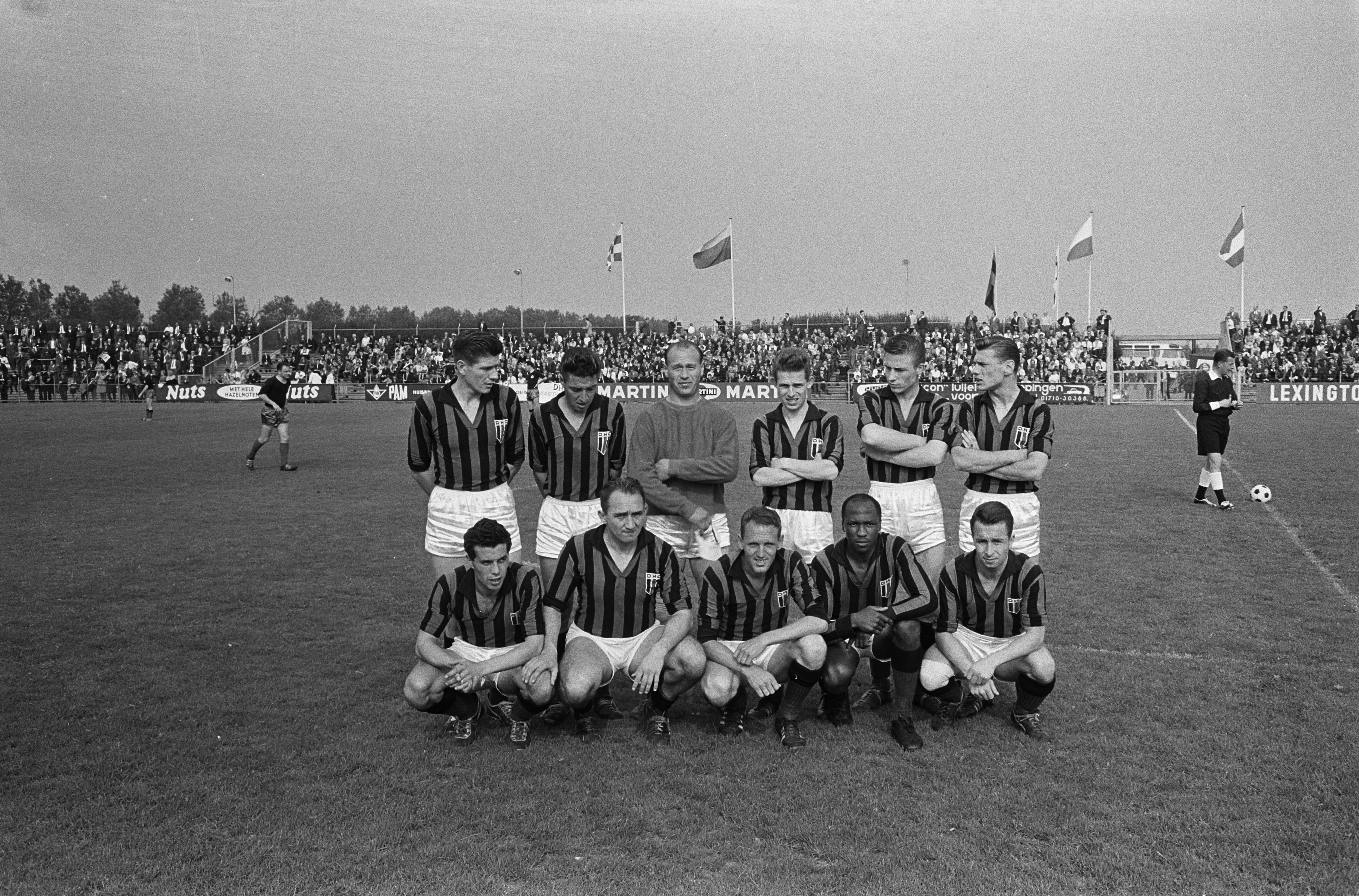
Elftal van DHC, sept. 1963

In 1955 is overgegaan tot het betaalde voetbal; DHC begon op het laagste niveau. Dit was toen de Eerste Klasse. De club eindigde onderin en werd daarom een seizoen later in de nieuwe Tweede divisie ingedeeld. Dieptepunt was de laatste plaats in het seizoen 1957/58. Een seizoen later volgde promotie naar de Eerste divisie door een tweede plaats. Bekende spelers uit die tijd zijn Piet van Miert, Cor van Galen, Karel Jansen (de latere oprichter van de spelersvakbond VVCS) en Joop Fluit.
De opening van de nieuwe Delftse sportaccommodatie (mei 1960) aan de Brasserskade was een grote vooruitgang voor DHC. De accommodatie was voor die tijd zeer modern. Er verrees een geheel betonnen ring met staanplaatsen rond het veld en aan de zuidelijke kant een overdekte stalen tribune, inmiddels erkend als gemeentelijk monument. Het was een veelgebouwd model van architect van Stockkum, ook wel het Elascon model genoemd. Het nieuwe stadion kon 18.000 toeschouwers te gast hebben. In 1961 komt de eerste voltijds trainer op de loonlijst van DHC: de Oostenrijker Friedrich Donenfeld en eindigt DHC op de tweede plaats. Om een plaats in de eredivisie te kunnen bemachtigen moet een beslissingswedstrijd tegen De Volewijckers worden gespeeld. Na een in 2–2 geëindigde eerste wedstrijd verliest DHC de tweede wedstrijd met 3–1. In het seizoen 1961/62 wordt bijna weer gepromoveerd, nu is Fortuna Vlaardingen echter te sterk en wordt in de competitie om de KNVB beker de finale gehaald. Hier is Sparta op Spangen echter in de verlenging met 1–0 te sterk. In de halve finale werd PSV verslagen. Halverwege de jaren 1960 vallen, op een halvefinaleplaats in de KNVB beker na, de prestaties erg tegen. Het verloop onder de spelers is groot. Financieel en organisatorisch gaat het ook niet goed met DHC. Verloop onder voorzitters en tegenvallende bezoekersaantallen zijn niet goed voor de continuïteit. Het voortbestaan van de club wordt in die tijd gevonden in een splitsing van de betaald voetbaltak en de amateurafdeling. Dit is een feit in juni 1966. De betaalde tak heet vanaf dan DHC’66. Toch heeft dit besluit vele negatieve gevolgen. Eén daarvan is dat de amateurtak veel leden verliest en het eerste amateurteam wordt door de KNVB in de vierde klasse geplaatst. Ondanks de hoge verwachtingen krijgt DHC bij de gemeente Delft geen verdere steun en ook het bedrijfsleven laat het massaal afweten. Na negen wedstrijden in het seizoen 1965/66 staat de club onderaan. Het publiek begint te mokken en voorafgaand aan de thuiswedstrijd tegen RBC sloopt men het scorebord en de doelen in het stadion. In dat seizoen eindigt DHC als vierde van onderen. De KNVB stuurt ondertussen op sanering van een grote hoeveelheid betaaldvoetbalclubs aan. DHC – dat opereert onder de rook van Haagse en Rotterdamse clubs – wordt genoemd als een van de saneringskandidaten. DHC vindt echter dat als het sportief weer beter gaat, de toeschouwers vanzelf weer komen. In 1967 wordt er gedegradeerd uit de eerste divisie en moet DHC'66 fuseren met het ook in moeilijkheden verkerende Xerxes uit Rotterdam. Op 19 mei 1967 werd in het Rijswijkse 'Hoornwyck' de fusie bekrachtigd tussen Xerxes en DHC '66: de nieuwe naam wordt Xerxes/DHC '66. Door de fusie met eredivisionist Xerxes zou de fusieclub in de eredivisie uitkomen en wordt zelfs zevende. Xerxes beschikte niet over een eigen stadion, het speelde de wedstrijden op ‘Het Kasteel’ van Sparta Rotterdam, aangezien DHC ‘66 wel een eigen stadion heeft speelde de nieuwe fusieclub de thuiswedstrijden aan de Brasserkade in Delft. De club heeft met spelers als Willem van Hanegem, Eddy Treijtel en Hans Dorjee veel kwaliteit in huis en dit geeft DHC hoop. De fusie met Xerxes houdt slechts een seizoen stand. Een hoogtepunt is de 0–1-overwinning op Feyenoord in de Kuip. In 1968 valt het doek voor Xerxes/DHC door een faillissement. Van Hanegem en Treijtel gaan naar Feyenoord en Dorjee naar het Haagse Holland Sport. De amateur afdelingen van Xerxes en DHC, die voor de fusie al waren afgesplitst van de profclub Xerxes/DHC bleven wel bestaan.

### Terug bij de amateurs

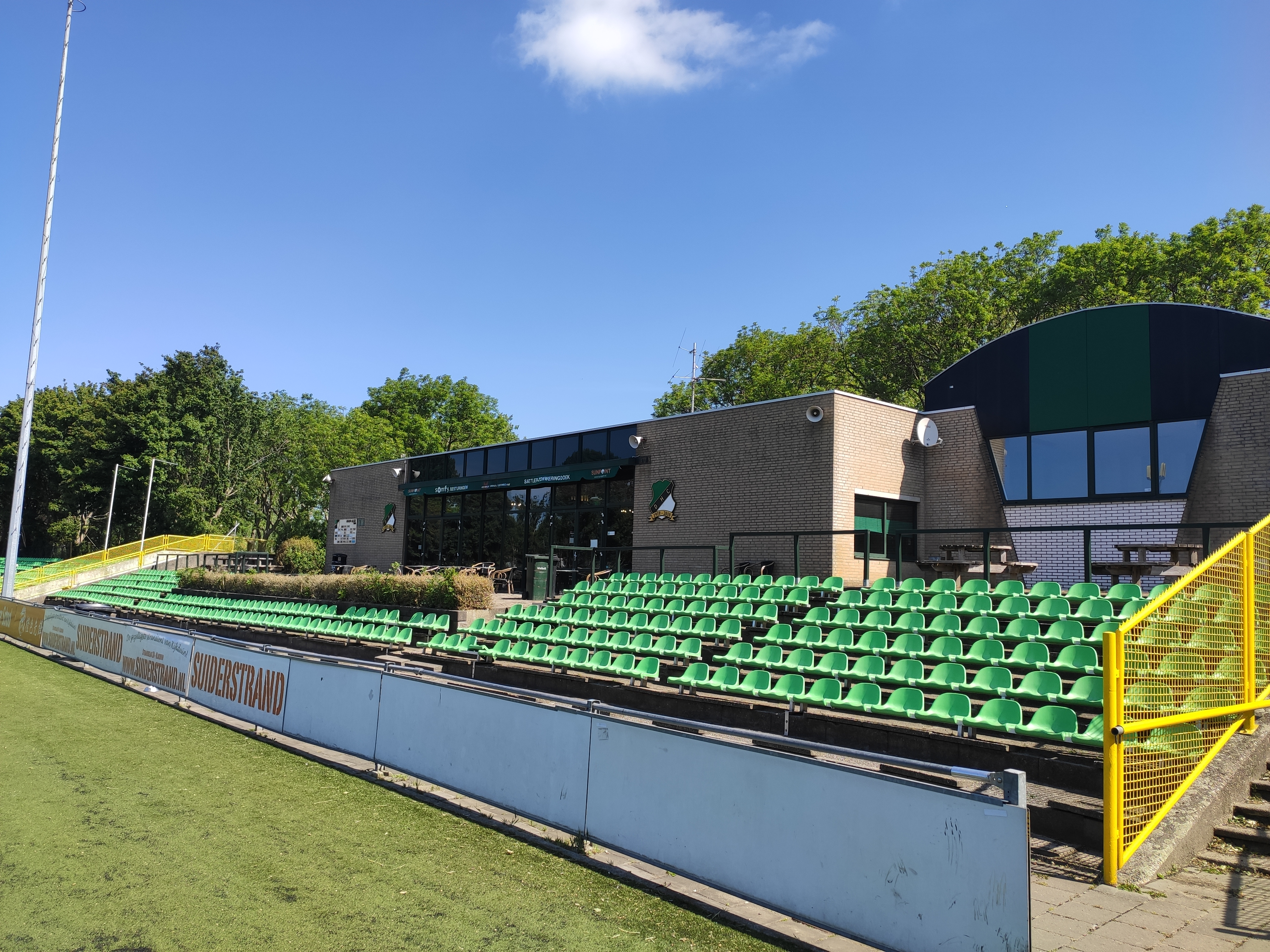
DHC Delft clubgebouw

In 1983 en 1985 worden de Delftenaren algeheel zondagkampioen van Nederland en in 2008 speelt DHC eerste klasse B. (Ook Xerxes wordt zelfs in 1980 een keer algeheel amateurkampioen van Nederland.)
In het jubileumjaar 2010 is DHC gepromoveerd naar de Hoofdklasse. Door de introductie van de Topklasse in het seizoen 2010/11 bleef de club actief op het een na hoogste amateurniveau. In 2016 werd promotie naar de derde divisie misgelopen. De beslissing viel pas in de blessuretijd van de tweede wedstrijd. Het jaar erop werd de halve finale van de districtsbeker bereikt, waardoor DHC in het seizoen 2017/18 in de KNVB beker voor profs gaat spelen, voor de eerste keer in tien jaar.

### Moeilijke jaren
In januari 2018, midden tijdens het seizoen 2017/18, besloot de club het zaterdagteam terug te trekken uit de competitie. Aanleiding hiervoor was het beperkt aantal beschikbare spelers. Toch maakte het standaardelftal, spelend op zondag, in 2022 de overstap naar het zaterdagvoetbal. Dat kon voor het eerst nadat de KNVB een regeling opstelde die het mogelijk maakte voor clubs om horizontaal over te stappen in de voetbalpiramide. Het daaropvolgende seizoen 2022/23 degradeerde DHC echter kansloos uit de zaterdag 1e klasse B, met slechts één punt uit 26 wedstrijden, en een doelsaldo van -166. Door de 189 tegendoelpunten verwerkte DHC gemiddeld maar liefst 7,3 doelpunten per wedstrijd. Hierdoor kwam DHC in 2023/24 uit in de zaterdag 2e klasse D, waar het via de nacompetitie voor het tweede seizoen op rij degradeerde. Niet alleen sportief, maar ook bestuurlijk rommelt het begin jaren 20 binnen de club.

## Erelijst
Algemeen zondagkampioenschap
Kampioen in 1983, 1985
Districtsbeker West II (Zondagclubs)
Winnaar in 1979

## Resultaten amateurvoetbal 1916–heden
Tot en met 2022 speelde DHC met haar eerste elftal op zondag. In 2022 hebben zij horizontaal de overstap gemaakt naar de zaterdag.
| 1 3C |

| 8 2C |

| 8 2C |

| 5 2C |

| 6 2C |

| 9 2C |

| 5 2C |

| 1 2C |

| 5 2B |

| 1 2A |

| 2 2A |

| 1 2A |

| 2 2A |

| 2 2A |

| 1 2A |

| 3 2A |

| 1 2A |

| 6 |

| 4 |

| 3 |

| 6 |

| 6 |

| 9 |

| 6 |

| 6 |

| 2 |

| 4 |

| 4 |

| 3 |

|  |

| 7 |

| 10 |

| 5 |

| 11 |

| 6 2B |

| 1 2A |

| 13 1C |

| 12 1D |

| 14 1D |

| 2 2A |

| 14 C |

| 8 B |

| 14 A |

| 2 A |

| 5 B |

| 2 B |

| 2 A |

| 6 |

| 8 |

| 12 |

| 8 |

| 3 4B |

| 1 4E |

| 1 3B |

| 5 2A |

| 2 2A |

| 9 2A |

| 11 2A |

| 2 3B |

| 6 2A |

| 3 2A |

| 2 2A |

| 1 2A |

| 1 1B |

| 8 A |

| 1 A |

| 4 A |

| 1 A |

| 10 A |

| 1 A |

| 9 A |

| 11 A |

| 2 A |

| 2 A |

| 11 A |

| 8 A |

| 14 A |

| 3 1B |

| 4 1B |

| 7 A |

| 7 A |

| 11 A |

| 5 A |

| 14 A |

| 10 1B |

| 4 1B |

| 11 1B |

| 10 1B |

| 9 2C |

| 2 2D |

| 7 2C |

| 1 2C |

| 8 1B |

| 3 1B |

| 3 1B |

| 9 A |

| 11 A |

| 5 A |

| 9 A |

| 9 A |

| 3 A |

| 7 B |

| 14 A |

| 4 1B |

| 8* 1B |

| 7* 1B |

| 3 1B |

| 14 1B |

| 10 2D |

| 11 3F |

| - 4 |

- = Competitie werd stilgelegd ivm COVID-19. Er werd geen officiële eindstand vastgesteld.

| Eerste divisie | Eerste klasse (profniveau) | Tweede divisie | Derde divisie | Vierde divisie |
| Eerste klasse  | Eerste klasse              | Tweede klasse  | Derde klasse  | Vierde klasse  |

## Resultaten DHC '66 en Xerxes/DHC '66
| 20 |

| 7 |

| Eredivisie     |
| Eerste divisie |

- Speelde in 1966/67 onder de naam DHC '66
- Speelde in 1967/68 onder de naam Xerxes/DHC '66

In elke staaf van de grafiek staat van boven naar beneden vermeld: 
- Eindnotering

Dit is de positie die de club heeft bereikt in de competitie, zonder eventuele beslissings-, play-off- of nacompetitiewedstrijden die nodig zijn geweest om bijvoorbeeld de kampioen van de competitie te bepalen.
Indien een * achter het getal staat is de notering een tussenstand en kan het zijn dat de notering niet overeenkomt met de uiteindelijke eindstand van de competitie.
Staat er een - dan is het seizoen nog bezig en is er geen definitieve uitslag bekend.
Staat er xx op de positie van de notering, dan heeft de club vroegtijdig de competitie verlaten. Dit kan onder andere komen door terugtrekking van het team, faillissement van de club of door een uitgedeelde straf van de KNVB. In veel gevallen staat elders in het artikel de reden vermeld.
Staat er een ? dan is het resultaat uit het verleden onbekend, en is alleen de competitie of het niveau bekend van dat seizoen.
In de seizoenen 2019/20 en 2020/21 werd wegens de coronacrisis het amateurvoetbal afgebroken. Daardoor kennen deze staven geen eindklassering (middels -- weergegeven).
- Competitieniveau en afdelingsletter of Officiële eindstand Eredivisie
  - Competitieniveau en afdelingsletter

Hierbij geeft het getal het niveau weer, dat ook terug te vinden is in de legenda. De letter is de afdelingsaanduiding en wordt gebruikt wanneer er meer afdelingen zijn op hetzelfde niveau. De afdelingsletter is altijd een hoofdletter en wordt meestal zonder nummer gebruikt.
Voorbeeld: 2F is niveau 2e klasse competitie F.
Het competitieniveau en nummer wordt niet vermeld wanneer er slechts één competitie van dit niveau was.
  - Officiële eindstand Eredivisie (getal staat tussen haakjes vermeld)

Sinds de introductie van play-offwedstrijden voor Europees voetbal na afloop van de reguliere competitie in 2005/06, is de KNVB verplicht een eindstand van de Eredivisie door te geven aan de UEFA aan de hand van deze play-offwedstrijden.
Bij deze eindstand staan clubs die zich hebben gekwalificeerd voor Europees voetbal hoger dan clubs die zich niet wisten te kwalificeren. Indien er geen verschil was tussen de eindnotering en de officiële eindstand, staat dit getal niet vermeld.

- Onderafdeling

Hier staat afgekort de naam van de onderafdeling indien de club in dat jaar in een onderafdeling uitkwam. Tevens staat deze afkorting in de legenda en wordt gelinkt naar het artikel over deze onderafdeling. Deze afkorting wordt alleen vermeld wanneer de club in het verleden in verschillende onderafdelingen heeft gespeeld. Deze vermelding is in de staaf altijd in kleine letters. Deze onderafdelingen zijn na het seizoen 1995/96 afgeschaft. Heeft de club in slechts één onderafdeling gespeeld, dan is dit alleen terug te vinden in de legenda.
Onder de staaf staat het jaartal vermeld waarin het seizoen is afgesloten. 15 verwijst naar het seizoen 2014/15 of eventueel het seizoen 1914/15.
Wanneer een staaf leeg is, zijn deze gegevens niet bekend. Het kan ook zijn dat de club dat seizoen niet heeft meegespeeld op het hogere amateurniveau, vroegtijdig de competitie heeft verlaten of uit de competitie is gezet.

In het seizoen 1944/45 was er wegens de Tweede Wereldoorlog geen regulier competitievoetbal.

## Betaald voetbal

### Seizoensoverzichten
| 1955/56 | Eerste klasse C  | 30 | 8  | 5  | 17 | 21 | 52 | 75 | 14e | Tweede divisie           | Geen bekertoernooi | DHC treedt toe tot het betaald voetbal                      |
| 1956/57 | Tweede divisie B | 28 | 10 | 7  | 11 | 27 | 48 | 58 | 8e  | –                        | 1e ronde           | –                                                           |
| 1957/58 | Tweede divisie A | 26 | 4  | 7  | 15 | 15 | 29 | 59 | 14e | –                        | 1e ronde           | –                                                           |
| 1958/59 | Tweede divisie A | 28 | 15 | 9  | 4  | 39 | 52 | 21 | 2e  | Rechtstreekse promotie   | 1e ronde           | –                                                           |
| 1959/60 | Eerste divisie B | 32 | 16 | 7  | 9  | 39 | 67 | 52 | 5e  | –                        | Geen bekertoernooi | –                                                           |
| 1960/61 | Eerste divisie B | 34 | 21 | 9  | 4  | 51 | 70 | 26 | 2e  | Nacompetitie             | Groepsfase         | Promotiewedstrijden tegen De Volewijckers (2–2 en 1–3)      |
| 1961/62 | Eerste divisie A | 34 | 17 | 12 | 5  | 46 | 54 | 22 | 2e  | –                        | Finalist           | –                                                           |
| 1962/63 | Eerste divisie   | 30 | 13 | 10 | 7  | 36 | 55 | 50 | 6e  | –                        | 2e ronde           | –                                                           |
| 1963/64 | Eerste divisie   | 30 | 11 | 11 | 8  | 33 | 51 | 51 | 8e  | –                        | 2e ronde           | –                                                           |
| 1964/65 | Eerste divisie   | 30 | 9  | 8  | 13 | 26 | 47 | 60 | 12e | –                        | Halve finale       | –                                                           |
| 1965/66 | Eerste divisie   | 28 | 10 | 7  | 11 | 27 | 46 | 45 | 8e  | –                        | Groepsfase         | DHC gaat verder als DHC'66                                  |
| 1966/67 | Eerste divisie   | 38 | 7  | 9  | 22 | 23 | 36 | 75 | 20e | Rechtstreekse degradatie | Geen deelname      | DHC '66 fuseert met Xerxes en gaat verder als Xerxes/DHC'66 |

### Topscorers
- 1955/56:  Arie de Wit (24)
- 1956/57:  Joop Canten (8)
0000000  Gerrit van der Klooster (8)
- 1957/58:  Janus van der Gijp (9)
- 1958/59:  Cor van Galen (16)
- 1959/60:  Piet van Miert (18)
- 1960/61:  Cor van Galen (21)
- 1961/62:  Chiel Jansen (12)
- 1962/63:  Chiel Jansen (22)
- 1963/64:  Lex Rijnvis (12)
- 1964/65:  Lex Rijnvis (10)
- 1965/66:  Sjaak Roggeveen (16)
- 1966/67:  Thijs Kwakkernaat (9)

### Trainers
- 1934–1935:  Sam Wadsworth
- 1937–1938:  Bert Bellamy
- 1953–1954:  Coen Delsen
- 1954–1957:  Eef Ruisch
- 1957–1958:  Wim de Smit
- 1958–1960:  Jan van Buijtenen
- 1960–1962:  Friedrich Donenfeld
- 1962–1963:  Lies van Geest
- 1963–1965:  Rinus Loof
- 1965–1967:  Lies van Geest

## Bekende (oud-)spelers
- Regi Blinker
- Erwin Friebel
- Julian Jenner
- Ard van Peppen
- Wesley Verhoek
- Jordy Brouwer
- Ricky van den Bergh
- Romano Denneboom
- Hans Dorjee
- Joop van Nellen
- Roel de Graaff
- Marcel van Buuren
- Wilco van Buuren
- Denso Kasius
- Wim van Zinnen

## Tenue
Het jubileumtenue heeft een wit shirt met een groen-zwarte V rondom de hals, een witte broek en groen-zwart gestreepte sokken. Er is voor gekozen om in het seizoen 2010/11 ook in dit shirt aan te treden door de vele complimenten die de club heeft gekregen over het shirt.
Ariston '80 · DSV Concordia · Delfia · DVV Delft · DHC Delft · SV DHL · DVC Delft · Full Speed · DSVV Ouwe Schoen · VV SEP · SVVV Taurus · Vitesse Delft · SV Wippolder